# المرأة في الزرادشتية
إن معرفة وضع ودور المرأة في الديانة الزرادشتية تعتبر عملية معقدة وصعبة، نظرا لأن البحث يكون ضمن مصادر قليلة.

## نظرة عامة
أكد بعض العلماء والباحثين أن القادة الإيرانيين من الزرادشت يتبنون ثقافة المساواة بين الرجل والمرأة، ومصدر هذا التفسير هو التقاليد المتفق عليها في الآفاستا، على الرغم من أن في الواقع دور المرأة الزرادشتية قد تغير على مر القرون، وعلى سبيل المثال في الفترة الساسانية كان على المرأة أن تعتمد على موقف زوجها وأن تكون خاضعة لأوامره.
يعتبر الرأي القائل بأن المرأة طوال تاريخ الزرادشتية تمتعت بمركز رفيع قد تم ابطاله منذ عدة سنوات من قبل الكاتب تشوكسى جمشيد في كتاب الشر والخير وبين الجنسين، حيث عرض الجوانب الاجتماعية للأنثى في تاريخ الأديان وخاصة الزرادشتية، حيث صرح أن الزرادشتية نظرت إلى المرأة كأحرف الفوضى وكونها شيء شيطاني وتحتل موقعا بعيداً عن النظام الإلهي، وهي تجسد من قبل الألوهية السفلى الشيطانية (أهرمين).
لقد أصبحت المرأة أكثر نشاطا وفعالية في أواخر عهد المملكة الساسانية وفي مواجهة أسلمة البلاد الفارسية فقد أصبحت أكثر انخراطاً في الحفاظ على تراثهم الثقافي والديني، عدد الوظائف العامة التي شغلتها المرأة كان دائماً مقيد بسبب تصور المرأة أثناء الحيض والولادة نجسة حسب التقاليد التي كانت متعارف عليها، وقد كان ينظر إلى الدم الذي يخرج من جسمها نتيجة لهجوم شيطاني على إنسان يعتبر إنشاء الكمال لأهورامازدا.
حتى منتصف القرن العشرين في المجتمعات التقليدية الزردشتية في إيران كان من الشائع أنه على الحائض قضاء ثلاثة أيام في عزلة، عادة في غرفة مصممة خصيصا لتقع بالقرب من الباب الأمامي للمنزل، حيث الفراش والملابس تبقى لتلك المناسبة.

## المراة في الزورفانية
يذكر روبرت تشارلز زاينر أنه في الزرفانية يتم ذكر النار والماء على أنهما ذكر وأنثى ويعتبر الماء عنصرًا مظلمًا ويقول إن النصوص الزرادشتية باللغة البهلوية تذكر قصتين: الأولى عن النساء اللواتي يخضعن لأهريمان، والثانية قصة طويلة عن العاهرة التي تساعد أهريمان في قتال أهورا مازدا وكيومرث .
بعد أن أعطى أورمازد النساء للرجال الصالحين، هربوا وخضعوا لأهريمان  ؛ وعندما أعطى أورمازد الرجال الصالحين السلام والسعادة، أعطى أهريمان النساء أيضًا السعادة. "عندما سمح أهريمان للنساء بطلب ما يردن، خشي أورمازد أن يسعين إلى صحبة الرجال الصالحين ويتعرضن للأذى بسبب ذلك. لمنع هذا، خلق الإله نرسه (شابًا) يبلغ من العمر خمسة عشر عامًا. وضعه عاريًا خلف أهريمان، حتى تراه النساء ويرغبن فيه ويطلبنه منه. رفعت النساء أيديهن نحو أهريمان وقلن، "يا أبا أهريمان، أعطنا الإله نرسه كهدية."
عندما رأى الروح المدمر أنه والشياطين عاجزون أمام الرجل البار، أغمي عليه. ظل في حالة إغماء لثلاثة آلاف عام. وبينما هو على هذا الحال فاقدًا للوعي، صرخت الشياطين ذات الرؤوس الوحشية واحدًا تلو الآخر: "انهض يا أبانا، فنحن سنخوض معركة سيعاني منها أورمزد والخالدون الكرماء الضيق والبؤس". وسردوا أعمالهم الشريرة واحدًا تلو الآخر بدقة. لكن الروح المدمر الملعون لم يجد عزاءً، ولم ينهض من إغمائه خوفًا من الرجل البار؛ حتى جاءت الزانية الملعونة بعد أن انقضت ثلاثة آلاف عام، وصرخت قائلة: "انهض يا أبانا، ففي المعركة [القادمة] سأُنزلُ بهما عذابًا عظيمًا على الرجل الصالح والثور المُتعب، حتى لا يعودا صالحين للحياة بسبب أفعالي. سأنزع عنهما كرامتهما (خوار): سأُفسد الماء، سأُفسد الأرض، سأُفسد النار، سأُفسد النبات، سأُفسد كل الخليقة التي خلقها أورمزد." وروت أعمالها الشريرة بدقة بالغة حتى تعزى الروح المُدمرة، فقفز من غيبوبته، وقبّل رأس الزانية؛ فظهرت على الزانية تلك النجاسة التي تُسمى الحيض. وصاح الروح المُدمرة للشيطانة الزانية: "مهما كانت رغبتك، فاطلبيها، لأُعطيكِ إياها." ثم عرف أوهرمزد بعلمه المطلق أن الروح المهلكة في ذلك الوقت قادرة على إعطاء أي شيء تطلبه الشيطانة، وأن ذلك سيعود عليه بنفع عظيم. (كان جسد الروح المهلكة على هيئة ضفدع). فأراه [أوهرمزد] الشيطانة الزانية ما يشبه شابًا في الخامسة عشرة من عمره، فوضعت الشيطانة أفكارها عليه. فصاحت الشيطانة الزانية للروح المهلكة: "أعطني رغبة في رجل لأجلسه في البيت سيدًا لي". لكن الروح المهلكة صرخت إليها: "لا أطلب منك شيئًا، فأنتِ لا تعرفين إلا طلب ما هو باطل وسيء". لكن الوقت الذي كان بإمكانه أن يرفض فيه ما طلبته قد مضى.'' 

## في المجتمع الساساني
تم اعتبار المرأة في المجتمع الساساني قدوة على حسب عرضها وما تقدمه من حسن سير وسلوك، وكان يحفو بالمرأة البارزة في المجتمع الكثير من الألفة كالبنات والزوجات والأمهات، بدلاً من السعي إلى الاعتراف العلني، على الرغم من أن المرأة يجب عليها أن تكون مطيعة تماما للرجل (سواء الزوج أو الأب أو الأخ)، كما سمح لهن ببعض الحقوق القانونية والزامهم ببعض الواجبات والمسؤوليات.
وكان للمراة في بلاد فارس مقام سام في أيام زرادشت كما هي عادة القدماء؛ فقد كانت تسير بين الناس بكامل
حريتها سافرة الوجه، وكانت تمتلك العقار وتصرف شؤونه، وكان في وسعها ان تدير شؤون زوجها باسمه
أو بتوكيل منه.[بحاجة لمصدر]
بالإضافة إلى ذلك فقد سمح للنساء بالمعاملات التجارية، والحصول على الإرث، وغيرها من المعاملات المالية.
ثم انحطت منزلتها بعد دارا، وخاصة بين الاغنياء، فاما المراءة الفقيرة فقد احتفظت بحريتها في التنقل
لاضطرارها إلى العمل، واما غير الفقيرات فقد كانت العزلة المفروضة عليهن في أيام حيضهن على الدوام
تمتد حتى تشمل جميع حياتهن الاجتماعية. ولم تكن نساء الطبقات العليا يجرؤن على الخروج من بيوتهن
الا في هوادج مسجفة، ولم يكن يسمح لهن بالاختلاط بالرجال علنا.
وحرم على المتزوجات منهن ان يرين احدا من الرجال ولو كانوا اقرب الناس اليهن كابائهن أو اخوانهن. اما السراري فكن أكثر من غيرهن حرية، اذ كان للنساء في جميع الاوقات سلطان قوي في بلاط الملوك حتى في العهود الاخيرة.
وكان الحمل سفاحا سواء ممن لم يتزوجن من البنات أو ممن تزوجن منهن يغتفر احيانا إذا لم تجهض الحامل، ذلك ان الإجهاض كان في تقديرهم اشد جرما من سائر الجرائم، وكان عقابه الإعدام.
وقد ورد في أحد الشروح القديمة المسماة بالبندهش وصف لجملة وسائل لمنع الحمل، ولكنها تحذر الناس من الالتجاء اليها.
ومما جاء فيها: وفيما يختص بالتناسل قيل في الكتاب المنزل ان المراة إذا خرجت من الحيض تظل عشر ليال وعشرة أيام عرضة للحمل إذا اقترب منها الرجال.
وكان الوليد يبقى في احضان امه حتى السنة الخامسة من عمره ثم يحتضنه ابوه حتى السابعة، وفي هذه السنة يدخل المدرسة.[بحاجة لمصدر]
لم يكن للإناث الزرادشت مشاركة رجال الدين في الأمور الدينية، فكانت المرأة يجب عليها أن تكون تحت وصية الأب أو الوزج أو الاخ، بالإضافة إلى ذلك عندما يحين الوقت لاختيار زعيم جديد، من النبلاء والكهنة لن تقبل كملك شخص لم يكن عضوا في العائلة المالكة فيجب اختيار رجل للملك أو الكهنوت الزردشتي.

## الزواج
على حسب التقاليد الزردشتية قديما وفي المجتمع الساساني بالأخص أدى إلى ظهور الزواج من أقارب  فقد سمح للرجال بالزواج من بناتهم، وأخواتهم وأمهاتهم، وكان هذا الأمر ليس لمجرد الإباحة، لكن على حسب التقليد الزرادشتي فيعتبر مثل هذا من أعمال التقوى وميزة كبيرة، وأشياء مضادة للقوى الشيطانية.
لم يكن القانون يشجع البنات على ان يظللن عذارى ولا العزاب على ان يبقوا بلا زواج، ولكنه كان يبيح التسري وتعدد الزوجات، ذلك بان المجتمعات الحربية في حاجة ماسة إلى كثرة الأبناء.
وفي ذلك تقول الابستاق: ان الرجل الذي له زوجة يفضل كثيرا من لا زوجة له، والرجل الذي يعول اسرة يفضل كثيرا من لا اسرة له، والذي له أبناء يفضل من لا أبناء له، والرجل ذو الثراء فضل كثيرا ممن لا ثروة له.
وكانت الاسرة لديهم اقدس النظم الاجتماعية وكان من الاسئلة التي القاها زرادشت على اهورامزدا: أي
الهي خالق العالم المادي- الهي القدوس!
ما هو المكان الثاني الذي تحس الأرض فيه انها اسعد ما تكون؟. ويجيبه اهورامزدا عن سؤاله هذا بقوله:
انه المكان الذي يشيد فيه أحد المؤمنين بيتا في داخله كاهن، وفيه ماشية، وفيه زوجة، وفيه أطفال، وفيه
انعام طيبة، والذي تكثر فيه الماشية بعدئذ من النتاج، وتكثر فيه الزوجة من الأبناء، وينمو فيه الطفل، وتشتعل فيه النار، وتزداد فيه جميع نعم الحياة.[بحاجة لمصدر]
كان الزعماء الدينيين في هذا الوقت يشجعوا على الزواج من داخل الأسرة، مدعين أنه تقليد ديني الزامي، وعلاوة على ذلك ادعى الكهنة أن الزواج بين المحارم ينتج أقوى الذكور، واناث ذات خصال حميدة، ويأتي بأكبر عدد من الأطفال، وأنه محمية لنقاء الجنس.
هذا الأمر قوبل بمقاومة كبيرة أدت إلى المزيد من تحولات الزرادشتيين إلى الديانة المسيحية ومن ثم الإسلام بعد ظهوره، ويعتقد أن هذا الأمر هو الذي أدى إلى سقوط الديانة الزردشتية.